# 豫
【豫】 — китайський ієрогліф.  Дуже рідко використовується на письмі в японській мові.

## Значення
Ключ: 152 (豕 + 9);  Кількість рисок: 16.
Введення ієрогліфа методом цанзє: 弓弓弓日人 (NNNAO); Введення ієрогліфа чотирикутним методом: 17232. .

## Прочитання
| Китайська         |                   |                   |                   |                 |                 |
| Мандаринська мова | Мандаринська мова | Мандаринська мова | Мандаринська мова | Кантонська мова | Кантонська мова |
| чжуїнь            | піньїнь           | Вейд-Джайлз       | кирилиця          | ютпхін          | Єль             |
| ㄩˋ               | yù (yu4)          | yü4               | юй                | jyu6            | yu6             |

| Корейська |               |               |              |     |          |
|           | хангиль       | стара латинка | нова латинка | Єль | кирилиця |
| Звук:     | 예 서         |               |              |     |          |
| Назва:    | 미리 펼 예 서 |               |              |     |          |

| Японська |      |         |          |
|          | кана | латинка | кирилиця |
| Он:      |      |         |          |
| Кун:     |      |         |          |
| Ім'я:    |      |         |          |